# Вселенная «Саги о Форкосиганах»
Межзвездная астрография Вселенной Саги о Форкосиганах представляет собой множество заселенных и незаселенных планет, поясов астероидов и станций в одиночных звездных системах с разветвленной сетью п-в тоннелей между ними. Часть заселенных планет пригодна для жизни людей на открытом воздухе, на части планет возможно нахождение на открытом воздухе в респираторе, на других планетах нужны более совершенные средства защиты.

## Архипелаг Джексона
Планета с холодным климатом, заселенная преимущественно в экваториальной зоне (однако в летние месяцы вполне возможно выходить на улицу без верхней одежды).
В окрестностях имеет пять активно используемых п-в тоннелей, из них два поименованных — в Ступицу Хеджена и на Эскобар.
Заселена примерно 200 лет назад от описываемых событий космическими пиратами. В настоящее время галактический статус более респектабелен.
На планете нет центрального правительства, власть рассредоточена по 116 Великим Домам и бесчисленному множеству Малых Домов. Дом представляет собой нечто среднее между криминальным синдикатом, крупной корпорацией и правительством небольшого государства. Разница между Великими и Малыми Домами заключается в размере активов. Глава Дома носит титул барона.
Во внешнем мире планета представлена т. н. Консорциумом — синдикатом Домов.
Имеет достаточно вольный юридический кодекс, чьи нормы значительно шире общегалактических, что позволяет приезжим размещать на Архипелаге Джексона заказы на нелегальные по меркам их родных миров исследования или производства, по большей части — штучные, а не поточные. В частности, биотехнологии, оружие и т. п. Также представляет интерес для любителей экстремальных с этической точки зрения развлечений.
Этический кодекс базируется на выгоде и букве контракта (как правило, дающим барону почти полную власть над своими служащими). На территории планеты (в том числе и для лиц без гражданства и инопланетников) действует естественное право и законы конкретного Дома с его собственной службой охраны и волей барона.

### Известные Дома

#### Дом Риова́ль
Дом Риова́ль (англ. House Ryoval) — фактически был одним из Малых Домов, однако по традиции считался одним из Великих. Область специализации — изготовление человеческих существ по спецификации заказчика, в частности, секс-рабов в соответствии с самыми изощрёнными фантазиями клиентов. Дом обладал крупнейшей коллекцией генетических образцов до того, как её большая часть была уничтожена адмиралом Нейсмитом. После смерти последнего барона Дом был присоединён к Дому Фелл.
Ри Риова́ль (англ. Ry Ryoval), барон Риоваль. Был одним из старейших баронов Джексона. Унаследовав титул от своего отца, истребил всех своих родственников (кроме Джориша, ставшего бароном Фелл, что и способствовало падению дома Риоваль). Отличался параноидальным стилем управления, окружив себя собственноручно изготовленными сотрудниками с животной преданностью. Тонкий психолог, изощрённый садист, он, по мнению многих, был слишком эмоционален, что мешало развиваться Дому.
Объявив вендетту адмиралу Нейсмиту, Риоваль по ошибке захватил в плен его клон-брата Марка. Во время одного из допросов барон был убит Марком.

#### Дом Фелл
Дом Фелл (англ. House Fell) — один из крупнейших Домов. Крупнейший поставщик вооружений, в том числе химических и биологических. Занимается также незаконной перепродажей оружия бетанского производства.
Джо́риш Стойбер (англ. Georish Stauber), барон Фелл. Единокровный брат барона Ри Риоваля. Бежал от него вместе с Лилией Дюроной и присоединился к Дому Фелл. В конечном итоге смог занять место барона Дома. Несмотря на довольно значительный возраст, до сих пор не прибегал к операции персадки мозга, так как клон для этой цели был убит при невыясненных обстоятельствах, по всей вероятности, по заказу барона Риоваля. Барон весьма интересуется способами омоложения, не связанными с пересадкой мозга.
Лилли Дюро́на (англ. Lilly Durona) — глава и прародительница группы Дюрона в составе Дома Фелл. Была создана в Доме Риоваль предыдущим бароном, который ставил своей целью создание гениального медика-исследователя. После смерти старого барона и прихода к власти Ри Риоваля бежала и присоединилась к Дому Фелл. Многократно клонировала себя, создав около 40 клон-дочерей, а также некоторое количество клон-сыновей, образовав таким образом группу Дюрона. Женщины в группе носят имена цветов, мужчины — птиц; каждый член группы специализируется в определённой области медицины или биологии. Группа по заказам Дома Фелл разрабатывала химическое и биологическое оружие, а также средства противодействия; кроме того, группа занималась медицинским обслуживанием высших служащих Дома.
Группа Дюрона была выкуплена Марком Форкосиганом у барона Фелл в обмен на активы Дома Риоваль, после чего обосновалась на Эскобаре. Поскольку Марку принадлежит ведущий пакет акций, то лишних вопросов никто никому не задает.

#### Дом Бхарапу́тра
Дом Бхарапу́тра (англ. House Bharaputra), один из крупнейших Домов Джексона. Специализируется на выполнении генетических заказов и пересадке мозга. Цель этой незаконной операции — продление жизни заказчика. Для этого в Доме ускоренными методами выращивают клона заказчика до возраста около 10 лет, что соответствует уровню развития тела около 20 лет, после чего производится пересадка мозга клиента в тело клона, мозг клона при этом выбрасывается; фактически операция является убийством клона. При операции бывают осложнения, которые в 10 % случаев приводят к смерти заказчика. Дом производит в среднем одну операцию по пересадке мозга в неделю.
Ва́са Луи́джи (англ. Vasa Luigi), барон Бхарапутра. Женат на Лотос Дюроне, старшей из клон-дочерей Лилли Дюроны, единственной ренегатке в Группе.

#### Дом Дайн
Дом Дайн (англ. House Dyne) специализируется на отмывании капиталов.

#### Дом Харгрейвз
Дом Харгрейвз (англ. House Hargraves) специализируется на скупке краденого и переговорах об освобождении заложников.

#### Дом Кордона
Дом Кордона (англ. House Cordonah) владел станцией Кордона, контролировавшей вход в один из пяти п-в туннелей. Кроме того, Дом специализировался на угоне космических кораблей и возврате угнанных, а также, как и Дом Харгрейвз, на выкупе заложников. Известно, что Дом Кордона отличался наивысшим процентом заложников, возвращённых живыми. Дом Кордона подвергся рейдерскому захвату со стороны конкурентов, однако верхушка семьи (сам барон с баронессой, большая часть их детей) уцелела и надеется на реванш.

## Аслунд
А́слунд (англ. Aslund), бедная сельскохозяйственная планета, подобно Барраяру, имеющая единственный п-в тоннель, ведущий к Ступице Хеджена. После Верванского кризиса Аслунд стал одним из участников Хедженского союза.

## Афон
Афон расположен в звёздной системе, по всей видимости, связанной единственной длинной последовательностью п-в тоннелей со станцией Клайн (полёт до станции занимает 2 месяца). Представляет собой планету земного типа, благоприятным климатом, с условиями проживания, близкими к земным. Имеет три естественных спутника.
Планета была заселена за 200 лет до описываемых в книге событий последователями религиозного учения, основной тезис которого состоит в изначальной и неизбывной греховности женщины, следовательно, праведная жизнь возможна только при полном отсутствии женщин. Отцы-основатели умышленно выбрали для поселения своих последователей планету, достаточно удалённую от основных путей, с целью защиты от соблазна. По всей видимости, отцы-основатели видели результатом своих усилий планету-мужской монастырь, чему она и обязана своим названием (ср. Афон).
Планета практически полностью самоизолировалась от внешнего мира. Сообщение осуществляется ежегодным челночным рейсом со станции Клайн, доставляющим почту, редких иммигрантов и осуществляющим незначительный торговый обмен. Появление женщин на планете категорически запрещено.
Единственно возможным способом воспроизводства населения на Афоне является использование маточных репликаторов, при этом используются импортированные яйцеклеточные культуры.
Экономика планеты в основном сельскохозяйственная, господствует фермерский уклад. Основными расходными статьями бюджета являются оборона (Афон имеет наземные вооружённые силы) и воспроизводство населения, осуществляющееся в региональных Центрах Репродукции. Внешние экономические связи практически отсутствуют.
Необычная религия диктует необычные социальные отношения. Как правило, афонцы создают семейные пары для совместного воспитания сыновей. Помимо основной работы, граждане Афона регулярно работают на бесплатных общественных работах, получая за это т. н. соцкредиты, которые могут быть израсходованы для получения разрешения создать семейный союз, завести сына и т. п.
В остальных мирах Галактики Афон, как правило, имеет репутацию планеты гомосексуалистов.

## Колония Бета
Колония Бета расположена относительно недалеко от Солнечной системы. В первоначальный период освоения, когда сообщение осуществлялось кораблями на околосветовой скорости, путь от Земли до Беты занимал несколько лет субъективного времени (несколько десятков лет планетного времени).
Система Колонии Бета изобилует п-в тоннелями. Прямые переходы ведут от Колонии Бета к Зергияру, Архипелагу Джексона, Эскобару, Тау Верде и другим системам.
Поверхность единственной обитаемой планеты системы покрыта главным образом непригодными для жизни пустынями, находиться на поверхности без личных защитных средств невозможно, в связи с чем население проживает в городах под землёй или специальными защитными куполами.

### История колонизации
Планета была колонизирована ещё до изобретения способа межзвёздных перемещений через п-в тоннели, примерно за 800 лет до описываемых в цикле событий. Точный этнический состав первых поселений неизвестен, однако главным образом Бету населяют потомки американцев.
Название Колония Бета означает, что планета была второй, колонизированной человечеством. Колония Альфа ни разу не упоминается в книгах цикла; автор в ответах на вопросы заявляла, что Колония Альфа по неизвестным причинам захирела или погибла [lavka.lib.ru/bujold/tpau.htm].

### Политическое устройство
Колония Бета — республика. Глава государства — президент, выбираемый с помощью всенародного референдума. Вообще на Бете всюду руководствуются принципами демократии — даже в такой полувоенной организации, как Бетанский астроэкспедиционный корпус, решение командира может быть оспорено по результатам голосования подчинённых.
Примечательной особенностью бетанского социального устройства является то, что преступников там считают психически больными и подвергают соответствующему лечению, что зачастую приводит к потере личности.

### Экономика
Отраслью специализации Колонии Бета являются высокие технологии, в частности, новейшие военные технологии (в то время как сама Бета всюду подчёркивает свой пацифизм и предпочтение ненасильственных методов).

Денежная единица — бетанский доллар.

### Культура
Бетанская культура крайне либеральна, особенно в том, что касается сексуальных отношений. Такие явления, как проституция, бетанской моралью признаются совершенно нормальными.
Мода в Колонии Бета весьма минималистична (видимо, в связи с тем, что на поверхности планеты температура высока и системы терморегуляции куполов не всегда идеально справляются с работой). Классическим бетанским костюмом считается саронг и сандалии.
Из-за ограниченного жизненного пространства рождаемость на Бете находится под жёстким правительственным контролем — всем женщинам в возрасте 13 лет во время обряда инициации устанавливается противозачаточный имплантат. Чтобы получить лицензию на ребёнка, нужно пройти ряд специальных тестов. Само же деторождение осуществляется как правило не непосредственно женщиной, а с помощью маточного репликатора.
На Бете существует община гермафродитов — результат раннего социогенетического эксперимента, породившего расу существ, имеющих одновременно полноценно развитые мужские и женские половые органы.

## Верван
Верва́н (англ. Vervain), планета, имеющая п-в переходы к Ступице Хеджена и Цетаганде. Была основной целью цетагандийской агрессии во время Верванского кризиса. После отражения нападения Верван стал одним из участников Хедженского союза.

## Земля
Земля́ в «Саге о Фокосиганах» — центральный мир человечества, место действия романа «Братья по оружию» и повести «Плетельщица снов» американской писательницы Лоис МакМастер Буджолд.
В XXI веке земляне начали освоение ближайших звёзд. Были основаны Колония Альфа (вскоре погибла) и Колония Бета, сообщение с которыми осуществлялось кораблями с околосветовой скоростью.
В конце XXI — начале XXII века произошла мировая война, в результате которой Соединённые Штаты Америки утратили лидирующее положение. Значительная часть североамериканского континента подверглась радиоактивному заражению, в результате мутаций появились смертельно опасные для человека виды животных. Неизвестно, насколько пострадали остальные территории.
Ко времени действия Саги (прибл. XXIX—XXX век) Земля является самым крупным из населённых миров (около 9 млрд человек). Несмотря на это, Земля не оказывает существенного влияния на галактическую политику. В отличие от большинства миров периферии, на Земле сохраняются планетарные правительства. Земля является, наряду с Колонией Бета, признанным центром высоких технологий. Самым крупным мировым центром является, по всей видимости, Лондон; именно там располагаются посольства галактических держав. Произошло значительное повышение уровня мирового океана, в результате которого одни прибрежные города оказались затоплены (Лос-Анджелес), другие (Лондон, Нью-Йорк) защищаются огромными дамбами.

## Иллирика
Илли́рика (англ. Illyrica), планета, имеющая передовые микроэлектронную промышленность и космическое кораблестроение. В частности, именно на ней был изготовлен знаменитый чип Иллиана.

## Квадди
Челове́к четверору́кий (лат. Homo quadrimanus), в просторечии ква́дди (англ. quaddie) — фантастический вид человеческих существ, описываемый в романах «В свободном падении» и «Дипломатическая неприкосновенность». Главной особенностью квадди является их полная приспособленность к условиям невесомости. Основное отличие от Homo sapiens — отсутствие ног и наличие вместо них второй пары рук. Нижние руки несколько короче верхних, но более мощные. Физиология квадди также несколько отличается от человеческой в сторону лучшей приспособленности к невесомости. В частности, квадди не свойственны вымывание кальция из костей, атрофия мышц, вестибулярные нарушения. Кроме этого, квадди значительно более устойчивы к радиации. Срок полового созревания заметно более ранний по сравнению с людьми. Условия естественной гравитации для квадди являются тяжёлыми, но переносимыми.
Квадди были созданы по заказу корпорации «GalacTech» примерно за 200 лет до основных событий цикла для работы в невесомости, так как предполагалось, что их эксплуатация будет обходиться дешевле, чем использование обычного работника. Создатель квадди, доктор Кай (англ. Dr. Cay), полагал, что ноги в невесомости только мешают, и заменил их второй парой рук; кроме того, он внёс в физиологию ряд усовершенствований для жизни в невесомости.
Эксперимент проводился в обстановке секретности. Всего было создано около 1000 квадди, которые жили в посёлке на орбите планеты Родео и проходили там обучение рабочим специальностям. Они не обладали гражданскими правами и считались собственностью компании. После смерти доктора Кая, когда старшим из квадди не исполнилось 20 лет, экономическая эффективность разработки была поставлена под сомнение. После того, как стало известно о создании на Колонии Бета технологии искусственной гравитации, стало окончательно ясно, что создание квадди себя не оправдало. Руководство компании приняло решение о закрытии программы, стерилизации всех квадди и переселении их на планету для доживания.
После того, как об этом стало известно, квадди, руководимые инженером-сварщиком Лео Графом и при поддержке ещё нескольких человек из персонала посёлка, захватили посёлок и буксир, отправив остальной персонал на планету, после чего переместили посёлок в незанятую звёздную систему.

### Пространство Квадди
Звёздная система, в которой обосновались квадди после бегства с Родео, известна как Пространство Квадди. В системе отсутствуют планеты земного типа. Местом обитания квадди является астероидный пояс, который обеспечивает их как пространством для жизни, так и сырьём для строительства и торговли. Система связана с внешним миром 2 п-в тоннелями, которые обслуживаются 5 станциями, на некоторых из которых есть сектора с искусственной гравитацией, в которых могут обитать обычные люди. Старейшей из них является станция Граф, построенная вокруг древнего орбитального посёлка.
Политическая структура, в которой объединены квадди, называется Союзом Свободных Поселений, является выборной и возглавляется Советом Директоров.
Квадди крайне редко покидают свою систему и являются большой экзотикой в других мирах.

## Станция Клайн
Клайн (англ. Kline), одна из крупнейших пересадочных станций в Галактике, расположенная на персечении 6 важнейших торговых магистралей. Постоянное население — 100 тысяч человек. Способна принимать до 500 тысяч транзитных пассажиров.

## Мэрилак
Мэрила́к (англ. Marilac), планета, ставшая жертвой цетагандийской агрессии. Несмотря на ожесточённое сопротивление, планета была довольно легко захвачена превосходящими силами противника, было установлено оккупационное правительство. Барраяр, следуя политике сдерживания Цетаганды, силами Дендарийского флота организовал побег 10 тысяч мэрилакских военнопленных из концентрационного лагеря на Дагуле IV, которые стали ядром Движения Сопротивления. Благодаря международной помощи, Сопротивление добилось значительных успехов, и цетагандийские войска вынуждены были покинуть планету.

## Пол
Пол (англ. Pol), планета, имеющая п-в переходы к Комарру и Ступице Хеджена. Президентская республика. Во время Верванского кризиса Пол пропустил барраярский флот к Ступице Хеджена и выступил совместно с ним против Цетаганды. В книге «Память» шеф Иллиан рассказывает о том, что пролёт через Пол стал возможен после того, как послу подарили живого слона, добытого где-то на Земле агентом имперской СБ. После разрешения кризиса Пол стал одним из участников Хедженского союза.

## Родео
Роде́о (англ. Rodeo), планета, принадлежащая правительству системы Ориент-IV. Атмосфера разреженная, находиться на поверхности планеты без специальных средств можно не более 15 минут. Недра планеты богаты углеводородами. Место создания квадди. Единственный известный скачковый канал ведет в направлении Ориента-IV.

## Ступица Хеджена
Сту́пица Хе́джена (англ. Hegen Hub), звёздная система, в которой сходятся 4 п-в тоннеля, ведущих к Архипелагу Джексона, Аслунду, Вервану и Полу; является важным космическим перекрёстком. Землеподобных планет нет. Включает большой комплекс пересадочных станций.

## Тау Верде 4
Четвёртая, как следует из наименования, планета в системе Тау Верде. В локальной системе происходили боевые действия между планетарными правительствами Фелиции (Felicia) и Пелиаса (Pelias), в ходе которых был образован Дендарийский флот.
Технологическое развитие на относительно низком уровне. Не имеет своих технологий для построения скачковых кораблей.

## Цетаганда
Один из основных противников Барраярской империи, признанный галактический центр биотехнологий.
Название «Цетаганда» происходит от латинского названия звезды столичной планеты — Эты Кита (η Ceta).
Цетагандийская империя официально включает в себя восемь звёздных систем, главным образом в созвездии Кита. Неофициально империя имеет полный контроль ещё над восемью марионеточными режимами в соседних государствах. В состав империи, кроме столичной планеты, входят также планеты звёзд ξ (Кси), μ (Мю), ρ (Ро) и σ (Сигма) Кита; ещё три системы по названиям не упоминались.
Прямые п-в переходы ведут от Цетаганды к Вервану, Комарре и, возможно, другим населённым системам. По одному из этих путей произошло вторжение на Мерилак.

### Природа
Точная информация о природно-климатических условиях тех или иных регионов империи отсутствует. Известно, что столичная планета, Эта Кита-IV, является планетой земного типа.
Вероятно, практически весь животный и растительный мир Цетаганды генетически модифицирован в соответствии с потребностями и эстетическими представлениями цетагандийцев.

### Население
Точные данные о населении Цетаганды отсутствуют. Эта Кита-IV является чрезвычайно густонаселённой планетой, однако информации о других планетах империи нет.
Биологически население Цетаганды фактически делится на две расы — аутов, генетически усовершенствованною высшую аристократию (и их модифицированный подвид ба, бесполых слуг), и всех остальных. Ауты имеют на одну, а ба — на две пары хромосом больше, чем Homo sapiens, поэтому естественное перекрёстное размножение без серьёзной генетической коррекции между расами невозможно.
Этнически происходит более сложное разделение: на аутов (высших лордов), ба (потомственных слуг), гемов (военную аристократию) и т. н. «обслуживающие классы».

### История
История Цетаганды до окончания Периода изоляции на Барраяре по большей части неизвестна, однако зафиксирован тот факт, что создание Большого Ключа — информбанка, определившего генеральную линию развития расы аутов, — произошло примерно за 200 лет до описываемых в книгах событий.
Сразу после окончания Периода изоляции последовала двадцатилетняя Первая цетагандийская война (на Цетаганде — Великая), которая была проиграна цетагандийцами. Впоследствии последовало ещё две попытки (фактически — пограничных конфликта в космическим пространстве) захвата Барраяра Цетагандой, также окончившиеся поражением последней.
В описываемое в цикле время Цетаганда ведёт демонстративно агрессивную захватническую политику, примерами которой служат Верванская и Марилакская кампании.

### Политическое устройство
Форма правления Цетагандийской империи может быть охаратеризована как неограниченная монархия. Главой государства является император (титул передаётся по наследству по мужской линии), который не скован никакой конституцией или её подобием. Однако огромное (если не определяющее) влияние на стратегическую политику Цетаганды оказывают т. н. Звёздные ясли во главе с императрицей.
На каждой из 8 планет в составе империи власть от имени императора осуществляет сатрап-губернатор, назначаемый, как правило, из родственников императора (его «созвездия») на срок не более 5 лет. Власть Звёздных яслей осуществляет леди-консорт, назначаемая пожизненно императрицей.
Мельком упоминается о том, что все гем-лорды хорошо информированы об основе власти, то есть о мощи биологического оружия, которым располагают звёздные ясли, т.к. было несколько убедительных демонстраций.
По некоторым отрывкам из текстов можно предположить, что реальное высшее правительство Цетаганды — императрица, император и леди-консорты, именно в таком порядке.
Цетагандийская аристократия. Цетаганда имеет нетипичную, «двуслойную» аристократию. Низший, основной слой составляют гем-лорды (англ. ghem-lord), военная каста, аналогичная барраярским форам.
Высший слой составляют аут-лорды и аут-леди (от фр. haut — высокий), по сути, другая раса, люди, чей геном искусствено улучшен. Улучшением генотипа аутов и занимаются Звёздные ясли.
Звёздные ясли — это, по сути, генетический банк расы аутов. За его хранение и пополнение отвечают аут-леди во главе с императрицей. Целью аут-леди является выведение идеальной человеческой расы, чему в конечном итоге и подчинена политика Цетаганды.

### Культура
Эстетика Цетаганды базируется, по всей видимости, на японской эстетике эпохи Хэйан. При этом большое влияние на цетагандийскую культуру оказывают биотехнологии и генетика. Это породило такую типично цетагандийскую область культуры, как биоэстетика, то есть вид искусства, материалом которому служат живые организмы. Причём творить произведения из настоящих людей доступно только выпускницам звёздных ясель. И для них самой большой проблемой и полем для экспериментов является вопрос - а что же надо внести в геном. Отголоском этого является высшая награда Цетаганды = шприц с генным материалом, который отбирается у наиболее выдающихся деятелей современности для изучения и возможного внесения в геном будущего императора.
Характерной особенностью цетагандийской культуры является т. н. гем-грим — лицевая раскраска гем-аристократии, позволяющая определить клановую принадлежность и социальное положение (в армии заменяет знаки различия).

## Эскобар
Эскобар расположен в системе, имеющей, как минимум, 3 п-в тоннеля, ведущих к обитаемым мирам (Сергияр, Архипелаг Джексона, Колония Бета).

Представляет собой планету землеподобного типа с возможностью обитания человека на открытом пространстве без куполов и дополнительного оборудования жизнеобеспечения. Суточный цикл обращения — 26 часов.

Исторических сведений об Эскобаре практически не имеется. Известно, что планета была жертвой барраярской агрессии (незадолго до смерти императора Эзара), которую смогла отразить благодаря военно-технической помощи демократических правительств Галактики, в первую очередь, Колонии Бета.

Население большей частью состоит из потомков этнических испанцев либо латиноамериканцев. Уровень жизни населения высокий, сопоставим с наиболее передовыми мирами.

Эскобар — мир высоких технологий, среди которых выделяются биологические и медицинские.